# Ndola
Ndola je druhé největší město v Zambii a hlavní město provincie Copperbelt. Je to také důležité průmyslové a obchodní centrum s mezinárodním letištěm. Leží jen 10 kilometrů od hranice s Demokratickou republikou Kongo.

## Partnerská města
- Aldershot, Spojené království
- Blantyre, Malawi
- Bensonville, Libérie
- Porto, Spojené království
- Regina, Kanada
- Machačkala, Rusko
- Charbin, Čína
- Lubumbashi, Demokratická republika Kongo
- Walvis Bay, Namibie